# Soundtrack to Your Escape
Soundtrack to Your Escape je leta 2004 izdani album metal skupine In Flames in je njihov 8. studijski album. Izdan je bil pri založbi Nuclear Blast.

## Pesmi na albumu
1. F(r)iend
2. The Quiet Place
3. Dead Alone
4. Touch Of Red
5. Like You Better Dead
6. My Sweet Shadow
7. Evil In A Closet
8. In Search For I
9. Borders And Shading >mp3
10. Superhero Of The Computer Rage
11. Dial 595-Escape
12. Bottled